# 2138 Swissair
2138 Swissair è un asteroide della fascia principale del diametro medio di circa 12,7 km. Scoperto nel 1968, presenta un'orbita caratterizzata da un semiasse maggiore pari a 2,6858950 UA e da un'eccentricità di 0,0669247, inclinata di 5,93153° rispetto all'eclittica.